# Мельницький заказник
Мельницький — лісовий заказник місцевого значення. Об'єкт розташований на території Лугинського району Житомирської області, ДП «Лугинське ЛГ», Радогощанське лісництво, кв. 4, кв. 11.
Площа — 132,3 га, статус отриманий у 2010 році.
Ландшафти заказника представлені лісами на плоских плакорах, що розділені численними болотними масивами. Основу лісової рослинності утворюють березові, соснові ліси (приблизно 60 % та 30 % площі відповідно), чорновільхові - 4 % площі, дубові і грабово-дубові – 6%. Більшість вкритої лісом площі представлена лісами природного походження віком 40-70 років.
У складі лісів заказника найбільш поширені рослинні угруповання:
- соснові, сосново-березові та чисто березові угрупування жовторододендронові та жовторододендроново-чорничні в умовах вологих суборів;
- соснові ліси чорнично-зеленомошні та орляково-чорнично-зеленомошні в умовах вологих суборів;
- соснові ліси зеленомошні та бруснично-зеленомошні в умовах свіжих суборів;
- дубові ліси рододендроново-чорнично-різнотравні в умовах свіжого сугруду;
- дубові ліси крушиново-трясучковидноосокові в умовах вологого сугруду;
- грабово-дубові ліси волосистоосокові, копитнякові та яглицеві в умовах вологого сугруду.

Соснові, сосново-березові та чисто березові угрупування жовто рододендронові та жовторододендроново-чорничні угрупування є рідкісними в Україні, потребують охорони та занесені до «Зеленої книги України» (2009). Підлісок цих угруповань суцільний, рівномірний. Формує його переважно рододендрон жовтий, на окремих ділянках у значній кількості також зустрічається крушина ламка і горобина звичайна. Трав'яно-чагарниковий ярус у цих фітоценозах розріджений, має проективне покриття 5-7%. Його основу утворюють чорниця, брусниця, верес звичайний. Трапляються також інші типові бореальні види – перестріч лучний, перстач прямостоячий, орляк звичайний, щитник шартрський, молінія голуба тощо. Моховий покрив також розріджений, з проективним покриттям 10-15%. У ньому представлені плевроцій Шребера та дикран багатоніжковий.  У заказнику зростають види рослин, занесених до «Червоної книги України» (2009): любка дволиста, гніздівка звичайна, коручка морозниковидна, лілія лісова та регіонально рідкісний вид – вовчі ягоди звичайні.
Болота заказника «Мельницький» досить різноманітні, значне поширення тут мають чорновільхові угруповання різного ступеня обводненості й проточності – від довгомошних до дуже обводнених очеретяних і пухирчастоосокових. Особливий інтерес становлять значні за площею ділянки відкритих трав'яних боліт, рослинність яких представлена ценозами очерета звичайного, осоково-очеретяними, шерстистоплідноосоково-сфагновим, пухирчастоосоково-сфагновим. Особливу цінність мають також заростаючі евмезотрофні багна, де трапляються види рослин, занесених до «Червоної книги України» – осока стрункокореневищна, пухирник середній, росичка проміжна. Тваринний світ заказника також різноманітний. Тут мешкає популяція козулі європейської, дикого кабана, лося. На болотах мешкають видра, норка європейська («Червона книга України» (2009), ондатра, бобер європейський.

## Галерея

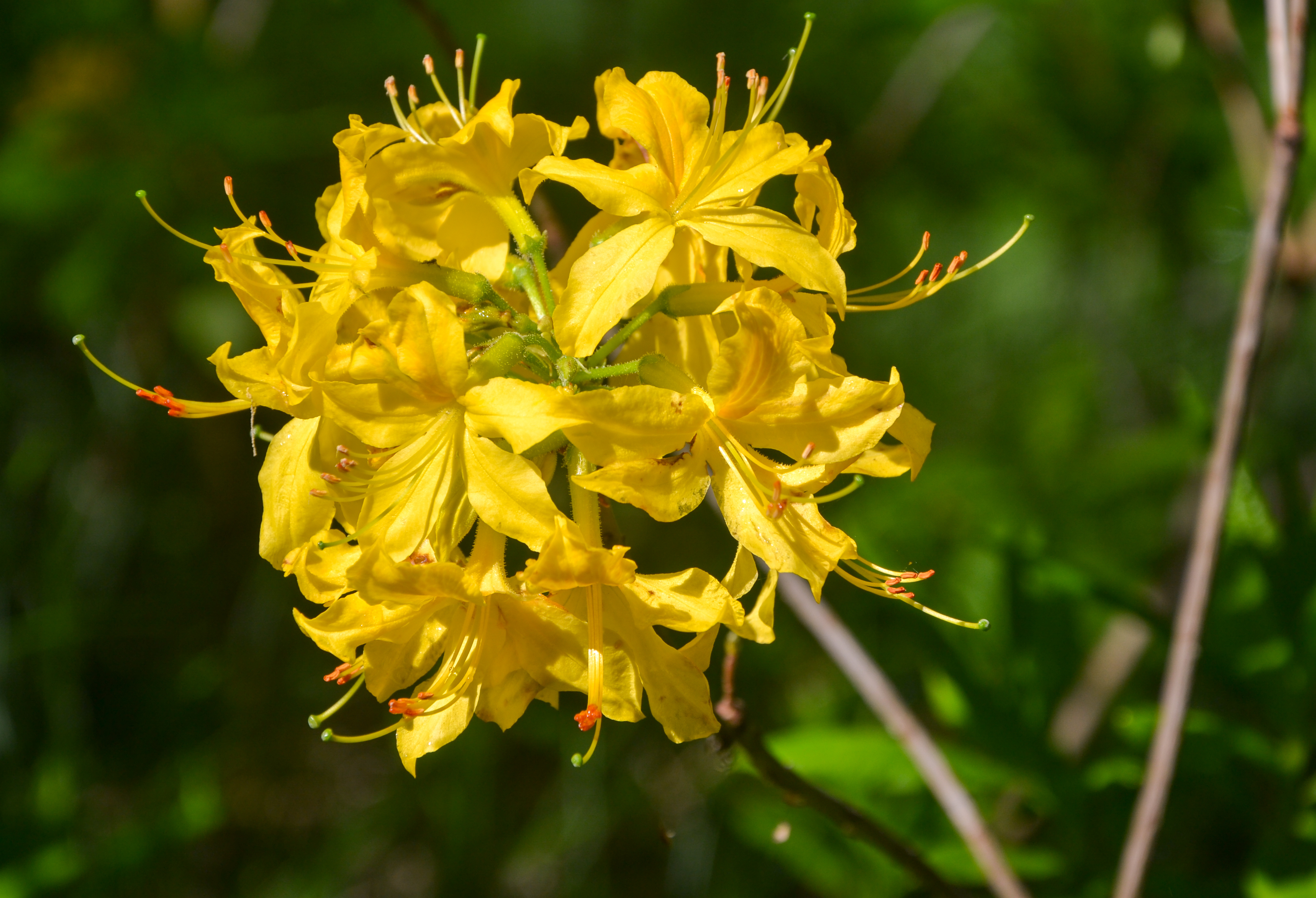
Цвітіння рододендрона жовтого
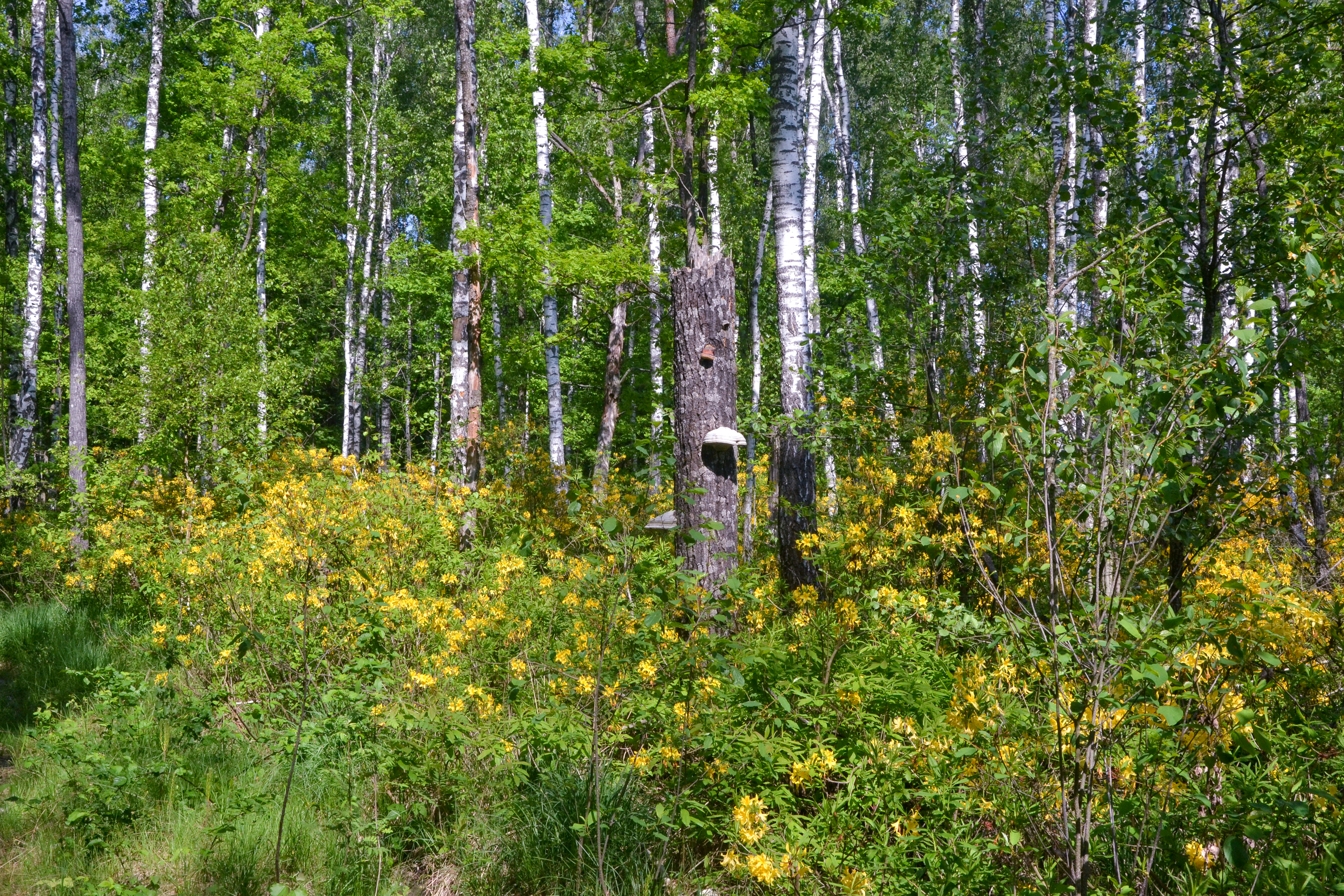
Березово-дубовий ліс із рододендроновим угрупуванням
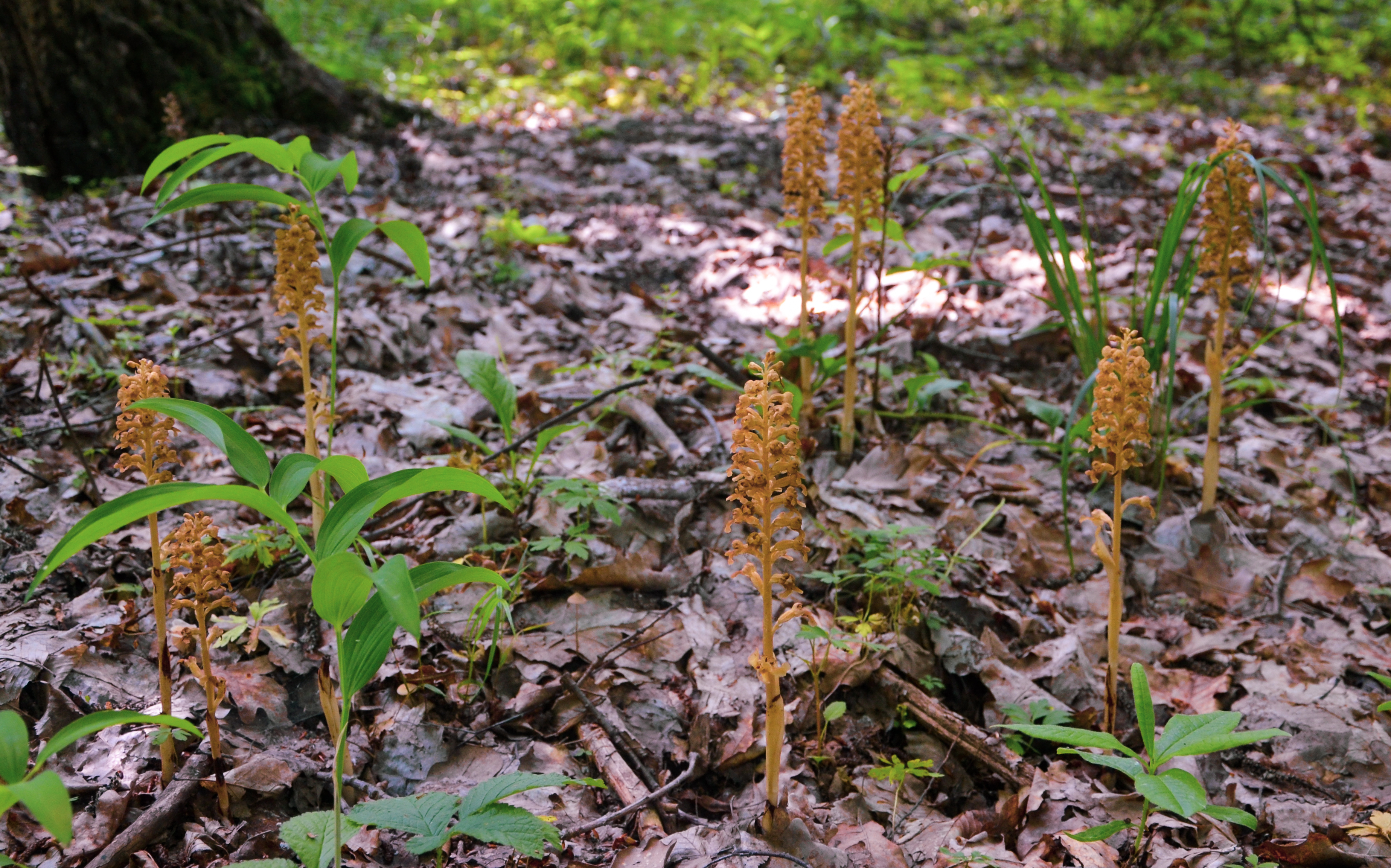
Гніздівка звичайна (Neottia nidus-avis).jpg
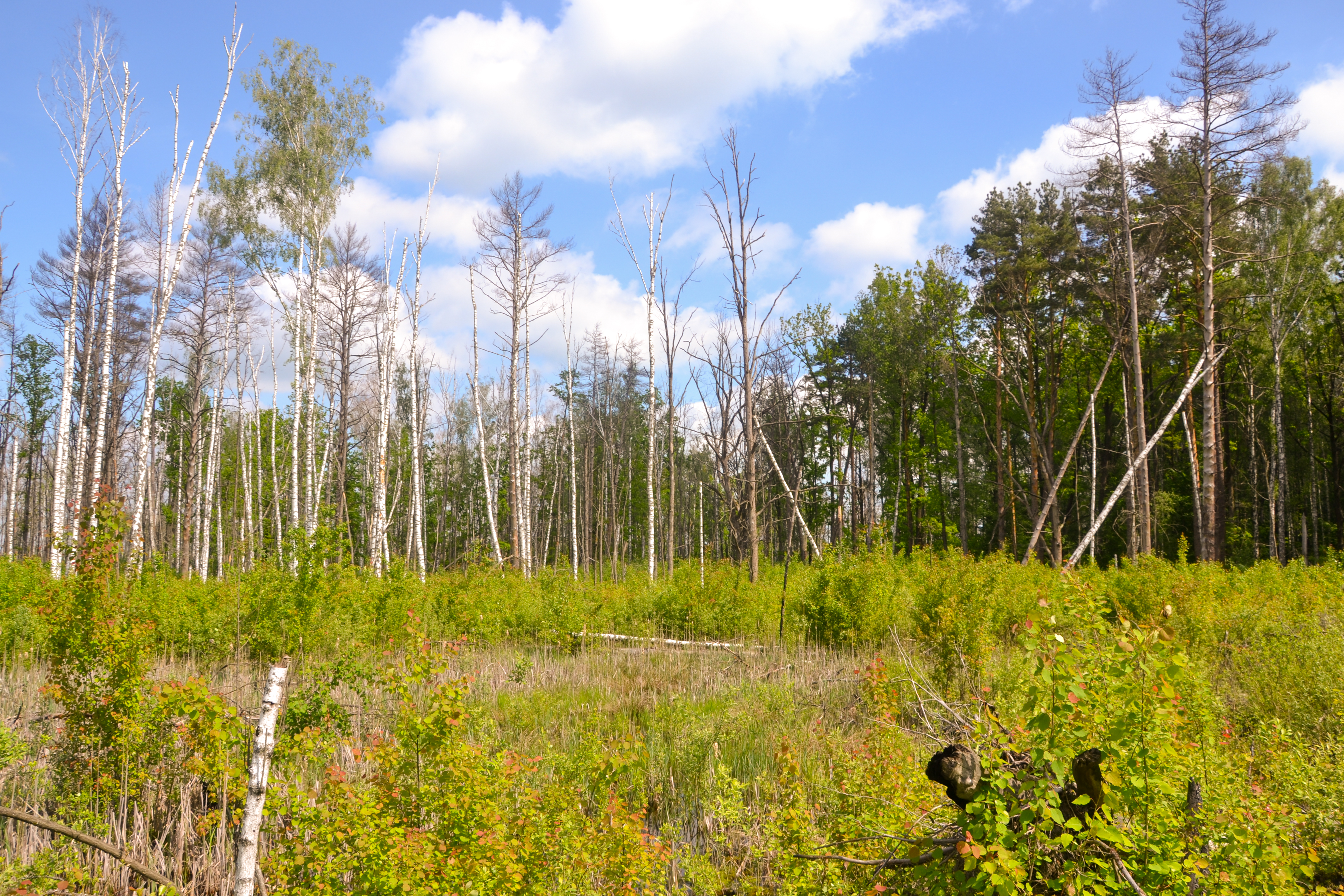
Обводнена ділянка болота